# Myxilla victoriana
Myxilla victoriana är en svampdjursart som beskrevs av Arthur Dendy 1896. Myxilla victoriana ingår i släktet Myxilla och familjen Myxillidae.
Artens utbredningsområde är Sydaustralien. Inga underarter finns listade i Catalogue of Life.